# Lawrence Johnson
Pour les articles homonymes, voir Johnson.
Lawrence Johnson (né le 7 mai 1974 à Norfolk, état de Virginie) est un athlète américain spécialiste du saut à la perche.

## Carrière
Débutant dans le saut à la perche à l'âge de quinze ans, Lawrence Johnson se révèle durant la saison 1995 en remportant le titre des Championnats NCAA. Cinquième des championnats nationaux la même année, il remporte la médaille d'argent des Universiades d'été de Fukuoka. Le 25 mai 1996, Lawrence Johnson franchit la barre de 5,98 m lors du meeting de Knoxville, signant la meilleure performance de sa carrière. Vainqueur des sélections américaines, il termine huitième des Jeux olympiques d'Atlanta avec 5,70 m. En début de saison 1997, Johnson monte sur la deuxième marche du podium des Championnats du monde en salle de Paris, devancé par le Kazakh Igor Potapovich. Il remporte en juin 1997 son premier titre de champion des États-Unis après avoir été sacré en salle durant l'hiver. 
Éloigné des pistes d'athlétisme en 1999 après une fracture de la cheville à l'occasion d'un accident motocycliste, Lawrence Johnson fait son retour un an plus tard en remportant son second titre national en plein air consécutif. En septembre 2000, il s'adjuge la médaille d'argent des Jeux olympiques de Sydney avec 5,90 m, devancé au nombre d'essais par son compatriote Nick Hysong. Il obtient le plus grand succès de sa carrière en début d'année 2001 en remportant son premier titre lors d'une compétition internationale majeure, les Championnats du monde en salle de Lisbonne. Auteur de 5,95 m en finale, il devance son compatriote Tye Harvey et le Français Romain Mesnil.

## Palmarès
| Date | Compétition                    | Lieu     | Place | Marque |
| ---- | ------------------------------ | -------- | ----- | ------ |
| 1995 | Universiade                    | Fukuoka  | 2e    | 5,60 m |
| 1996 | Jeux olympiques                | Atlanta  | 8e    | 5,70 m |
| 1997 | Championnats du monde en salle | Paris    | 2e    | 5,85 m |
| 1997 | Finale du Grand Prix           | Fukuoka  | 5e    | 5,60 m |
| 2000 | Jeux olympiques                | Sydney   | 2e    | 5,90 m |
| 2001 | Championnats du monde en salle | Lisbonne | 1er   | 5,95 m |

## Records
- En plein air : 5,98 m (1996)
- En salle : 5,96 m (2001)